# Nematistius pectoralis
Famille
Genre
Espèce
Les Nematistiidae forment une famille de poissons marins perciformes représentée par le seul genre Nematistius et la seule espèce, Nematistius pectoralis, couramment appelé poisson-coq.

## Description
Nematistius pectoralis (Gill, 1862) Nom commun: Poisson Coq. Poisson pouvant atteindre une taille importante (jusqu'à environ 150 cm pour un poids maximal publié de 51,7 kg), il possède une nageoire caudale très échancrée avec pour caractéristique principale une première dorsale dont les 7 rayons sont très allongés en forme de crête de coq. Il est impossible de différencier le sexe du poisson de visu. Les gonades sont internes. D'après une récente étude réalisée au Mexique de 2007 a 2017. Le Nematistius Pectoralis semble vivre 8 ans. Avec une croissance d'environ 70 cm la première année de vie puis environ 10 cm/an les années suivantes.
Ce poisson se rencontre dans l'est de l'Océan Pacifique, du sud de la Basse Californie jusqu'en Équateur y compris autour des îles Galápagos. Il est cependant rare au nord de la Basse-Californie, Mexique.

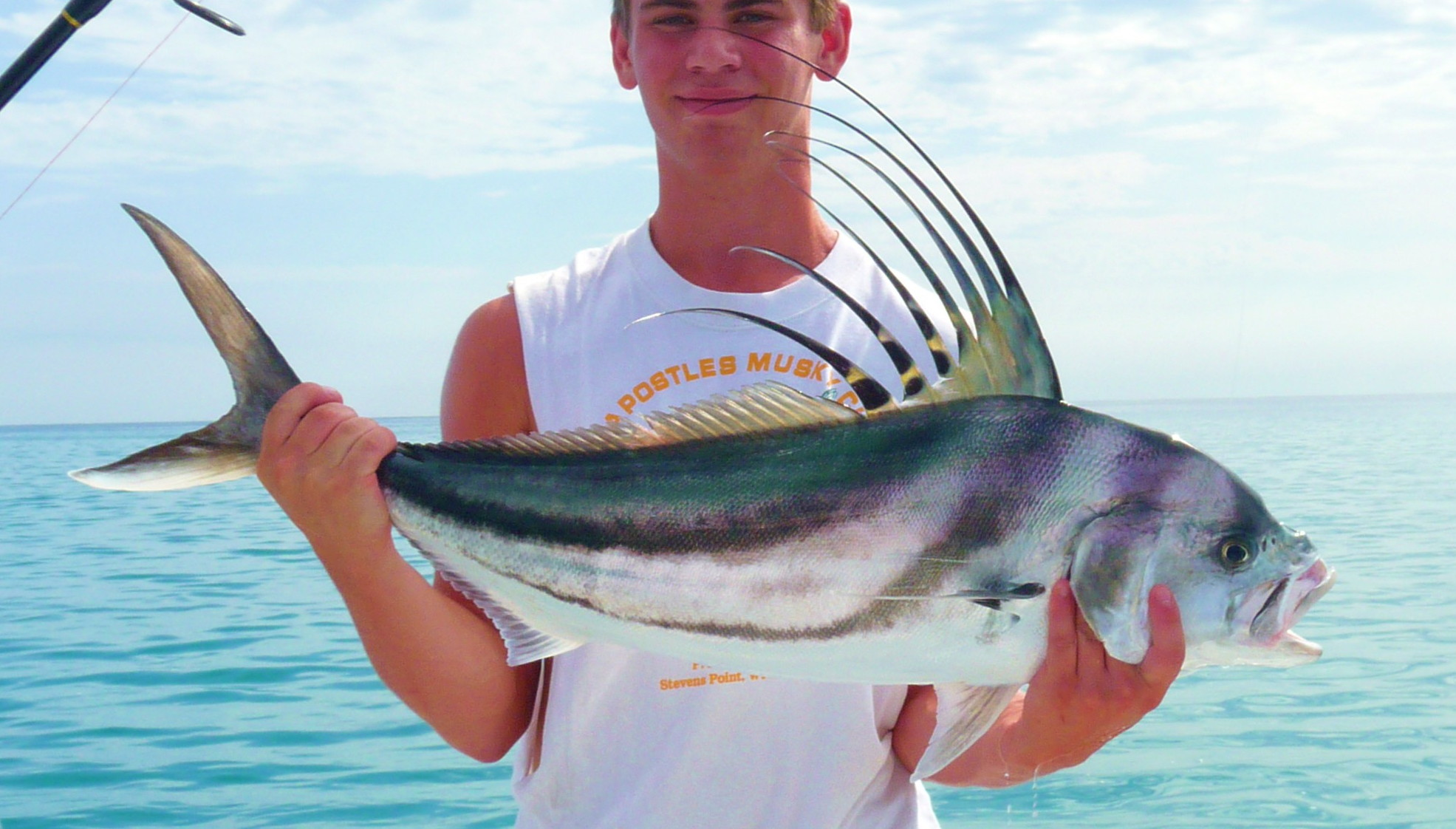
Poisson coq, lieu inconnu.
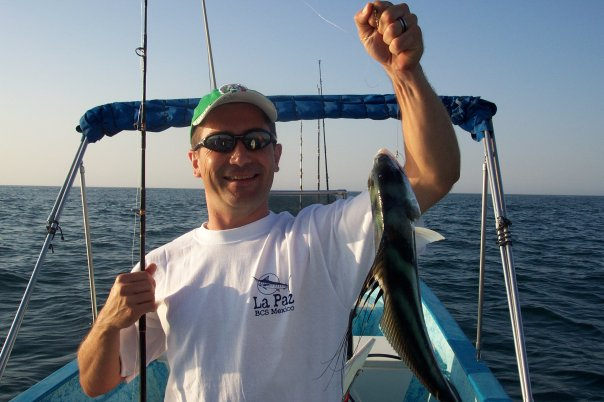
Poisson coq, péché au vif, côte de Basse Californie Sud, Mexico.